# Park Ju-hyun
Park Ju-hyun (* 5. Oktober 1994 in Busan) ist eine südkoreanische Schauspielerin. Bekanntheit erlangte sie 2020 durch ihre Rolle in der Netflix-Dramaserie Extracurricular.

## Leben
Park Ju-hyun studierte nach ihrem Schulabschluss bis Juli 2020 Schauspiel an der Korea National University of Arts in Seoul. Seit 2015 trat sie in ersten Bühnenstücken sowie in Kurzfilmen auf. Ihr Spielfilmdebüt folgte vier Jahre später mit einer kleinen Rolle in der Fantasy-Komödie The Dude in Me.
2020 spielte Park Ju-hyun eine Nebenrolle in zwei Folgen der Fernsehserie A Piece of Your Mind. Im selben Jahr folgte ihre erste große Serienrolle als Gong Sun-ji in Zombie Detective. Als Bae Gyu-ri in der Netflix-Serie Extracurricular erlangte sie ebenfalls 2020 auch außerhalb Südkoreas größere Bekanntheit. Für diese Rolle erhielt Park Ju-hyun 2021 einen Baeksang Arts Award als beste neue Fernsehdarstellerin. Bereits im Jahr zuvor gewann sie den Choice Award der Asia Artist Awards.
2021 war Park Ju-hyun in einer der Hauptrollen als Oh Bong-yi im 20 Folgen langen Thriller Mouse zu sehen. Von 2022 bis 2023 verkörperte sie die Hauptrolle in der zwölf Folgen langen, während des Joseon-Zeitalters spielenden Fernsehserie The Forbidden Marriage. Hierfür erhielt Park 2022 einen MBC Drama Award als beste Darstellerin in einer Miniserie.

## Filmografie (Auswahl)
- 2019: The Dude in Me (Naean-ui Geunom)
- 2020: A Piece of Your Mind (Banui ban; Fernsehserie, zwei Folgen)
- 2020: Zombie Detective (Jombitamjeong; Fernsehserie, 12 Folgen)
- 2020: Extracurricular (Ingansueop; Fernsehserie, 10 Folgen)
- 2021: Mouse (Mauseu; Fernsehserie, 20 Folgen)
- 2022: Love All Play (Neoege Ganeun Sokdo 493km; Fernsehserie, 16 Folgen)
- 2022: Seoul Vibe (Seouldaejagjeon)
- 2022–2023: The Forbidden Marriage (Geumhollyeong, Joseon Hon-in Geumjiryeong; Fernsehserie, 12 Folgen)